# Оруне
Оруне (італ. Orune, сард. Orune) — муніципалітет в Італії, у регіоні Сардинія,  провінція Нуоро.
Оруне розташоване на відстані близько 310 км на південний захід від Рима, 135 км на північ від Кальярі, 12 км на північ від Нуоро.
Населення — 2451 особа (2014).
Щорічний фестиваль відбувається 3 лютого. Покровитель — святий Власій.

## Демографія
Населення за роками:

Станом на 1 січня 2023 року в муніципалітеті офіційно проживало 11 іноземців з 5 країн, серед них 7 громадян країн Євросоюзу та 2 громадяни України.

## Сусідні муніципалітети
- Бенетутті
- Бітті
- Доргалі
- Лула
- Нуле
- Нуоро